# Tupi Football Club
Tupi Football Club, ou simplesmente Tupi, é uma agremiação esportiva da cidade de Juiz de Fora, no estado de Minas Gerais. Atualmente disputa a Terceira Divisão do Campeonato Mineiro. Seu maior rival é o Tupynambás Futebol Clube. Seu principal título é uma Série D do Campeonato Brasileiro, conquistada em 2011.
Fundado em 26 de maio de 1912, o clube manda suas partidas no Estádio Municipal Radialista Mário Helênio, que possui capacidade liberada para 31 863 pessoas.

## História

### A criação
Tupi Foot Ball Club foi fundado em 26 de maio de 1912 por vários nomes importantes da cidade de Juiz de Fora. O mais importante foi Antônio Maria Júnior, o Carijó, que foi o principal fundador do clube que iniciou sua história sendo chamado de Tupy Foot-Ball Club. Alguns dos fundadores do clube eram dissidentes daquele que seria futuramente seu maior rival: o Tupynambás. O nome original da equipe vigorou por 30 anos até a mudança para o nome que o time usa até os dias de hoje.

### Estádio
Inaugurado em 19 de junho de 1932, o Estádio Dr. Francisco de Salles Oliveira, também conhecido por muitos como "Campo do Tupi" ou "Estádio de Santa Terezinha". Na época, o campo da equipe de Juiz de Fora era o maior e mais moderno de toda a Zona da Mata Mineira chegando a comportar mais de 5 mil pessoas com muito conforto.
A partida inaugural foi diante do Vasco da Gama, que na ocasião, era o atual campeão do Torneio Início do Campeonato Carioca. O Galo entrou em campo com: Paschoal (Armando); Nariz e Belozzi; Caiana, Lima, e Magalhães; Vavá, Miro, Lage, Bianco e Nery. Já os vascaínos eram: Marques; Domingos e Itália; Tinoco, Mamão e Lino; Baiano, Paschoal, Russinho, Mário Matos e Santana. O Galo Carijó abriu o placar com Bianco, mas momentos depois veio o empate vascaíno, com Russinho.

#### Trocas
Os anos se seguiram, e o clube, precisando de um local para atender a seus sócios, chegou até a deixar de ser dono do Salles Oliveira em 1950. Cedeu o estádio e mais 600 mil cruzeiros à Prefeitura em troca do local onde hoje se localiza a sede social, na Rua Calil Ahouagi. O time continuaria mandando seus jogos na arena até que o município requisitasse sua posse definitiva.
Porém, alguns meses depois, o poder público municipal devolveu o Salles Oliveira ao Carijó, em uma troca pelo terreno onde foi construído o Pronto Socorro Municipal, na Avenida dos Andradas. Quanto à dívida com o município, o prefeito Olavo Costa, sob influência do notório carijó Gabriel Gonçalves da Silva, o Bié, perdoou o clube.
Na maior reforma de sua história até hoje, o Salles Oliveira contou com investimentos do Ministério da Educação e foi remodelado na gestão de Maurício Batista de Oliveira. A obra, entre julho de 1988 e maio de 1989, remodelou o local para um aspecto bem próximo do que é encontrado hoje em Santa Terezinha, exceto pelas arquibancadas tubulares que ficavam atrás dos gols e do lado oposto à arquibancada principal. No fim dos anos 80, o estádio chegou a comportar até 8 mil espectadores, mas com a desmontagem da antiga estrutura, a capacidade atual é de aproximadamente 1.150 pessoas.
Porém, com a construção do Estádio Municipal em 1988 e a proibição do uso das arquibancadas tubulares em competições oficiais, o Tupi se viu obrigado a mudar o local de mando de campo do Salles Oliveira definitivamente para o Helenão, depois de uma década revezando entre uma e outra arena. O estádio de Santa Terezinha recebeu seu último jogo oficial de profissionais do Carijó no dia 4 de julho de 1999, no empate em 1 a 1 com o Uberlândia, pelo Módulo II do Campeonato Mineiro. Mais tarde, as arquibancadas seriam desmontadas, deixando o local com o aspecto que conserva até os dias de hoje.
Recentemente, a diretoria do Tupi reformou o "Alçapão Carijó", colocando uma nova cobertura para as bancadas, que também recebeu uma nova pintura.
Apesar de não receber mais jogos profissionais, desde a década passada, o "Alçapão Carijó" é muito usado para treinamentos, tanto da equipe profissional quanto das categorias de base. A maioria dos jogos das equipes de base ocorrem, também, no Salles Oliveira.

### Fantasma do Mineirão
No final do ano de 1965, o Cruzeiro conquistou o título do Campeonato Mineiro e o Tupi teve uma de suas piores campanhas, ficando em último lugar no Campeonato de Juiz de Fora. Em janeiro de 1966, o Tupi convidou o Cruzeiro para um jogo em Juiz de Fora e, com seu time renovado, venceu o jogo por 3 a 2, derrotando a famosa equipe de Tostão, Dirceu Lopes, Zé Carlos, Piazza, Natal, dentre outros craques.
O Tupi foi então convidado a jogar com o Atlético Mineiro, no Mineirão, vencendo novamente um time da capital. Desta vez, por 2 a 1 sobre o Atlético, que era dirigido por Paulo Amaral.
Um novo desafio foi feito pelo América Mineiro, dirigido por Yustrick. Mas, uma nova vitória do Tupi por 2 a 1 foi o que aconteceu. O Cruzeiro pediu uma revanche do jogo realizado, afirmando que, no Mineirão, iria arrasar com o Tupi. Nova vitória do Tupi por 2 a 1 fez todo o Brasil falar naquela equipe, que acabou sendo convidada para treinar com a Seleção Brasileira de Futebol, liderada por Pelé e Garrincha em Caxambu, quando empatou por 2 a 2. O técnico do Tupi, Magela, lembra a escalação do time responsável por grandes façanhas em 1966: Waldir; Manoel, Dario Mendes, Murilo e Walter; França e Mauro; João Pires, Toledo, Vicente e Eurico.

### Ingresso colorido
Em 1990, a prefeitura de Juiz de Fora abraçou a ideia do jornalista Márcio Guerra e lançou no torneio quadrangular de aniversário da cidade o "Ingresso Colorido", com a finalidade de saber qual a maior torcida da cidade. Os torcedores do Tupynambás compravam ingressos vermelhos; do Sport, verdes; e do Tupi, pretos. O torneio que também contou com a participação do Olympic, de Barbacena, foi vencido pelo Tupi em uma disputa de pênaltis contra o Tupynambás. Já o Baeta (apelido do Tupynambás) venceu a disputa pela maior torcida de Juiz de Fora.
Segundo Geraldo Magela, atualmente jornalista, a torcida do Tupynambás talvez não seja a maior, mas certamente a mais presente. Porém, esta realidade está se modificando, já que o trabalho com futebol do Baeta não teve continuidade e por isso sua torcida não se renovou. E como o Tupi se mantém no cenário esportivo, é, hoje, o clube com maior torcida da cidade.

### Manchester: um projeto de fusão
No final do ano de 1992, um seminário sobre futebol realizado pelo Instituto Metodista Granbery da Igreja Metodista tinha entre os participantes o então presidente do Paraná, Darci Piana, que relatou a inédita experiência no futebol de fusão de clubes, em patrimônio e recursos financeiros e humanos, a fim de criar uma equipe mais forte e com maiores chances de vitórias. Foi assim que, através da união do Esporte Clube Pinheiros e do Colorado Esporte Clube, foi criado o Paraná Clube que, até hoje, se mantém entre os principais times do país.
O então presidente do Sport-JF, Júlio Gasparete, presente ao seminário, convidou alguns profissionais da cidade e, junto com o Tupi, o Tupynambás, a Prefeitura Municipal e a Universidade Federal da cidade, iniciou o trabalho de formação de um único representante da cidade nas competições de futebol profissional.
Em 1994, nasceu a Cooperativa Manchester de Futebol Profissional, que ficou em 2º lugar na Série B do Campeonato Mineiro daquele ano. No ano seguinte disputou a Série A, mas acabou não rendendo o esperado e foi rebaixado. E em 1996, a Cooperativa chegou ao fim.
Para Geraldo Magela, que atualmente é jornalista, a união entre os três clubes não saiu do papel, entre outros fatores, devido a interesses políticos que foram mais fortes do que a proposta do projeto esportivo. Para Dirceu Siano, o projeto era bom, mas contava com um número excessivo de dirigentes e foi executado de forma desorganizada. Já Dirceu Buzinari por acreditar que o futebol precisa de rivalidade, considerou a proposta inadequada, uma vez que a unificação acabaria com a mesma.
O nome foi escolhido por que Juiz de Fora um dia já foi chamada de "Manchester Mineira", pela sua vocação industrial e pela semelhança de alguns de seus prédios, construídos com tijolos vermelhos, com as construções típicas da cidade inglesa.
Após o rebaixamento do Tupi no Campeonato Mineiro de 1992, surgiu a ideia que até hoje rende péssimas lembranças aos torcedores do clube carijó. Sim, porque a vaga na Segunda Divisão pertencia ao Tupi. A Cooperativa conseguiu o acesso em 1994, beneficiada pelo número de vagas em disputa, quatro. Assim, Juiz de Fora teria novamente um representante na elite mineira e, dessa vez, esperavam os torcedores, para disputar o título.
Mas não foi bem isso o que ocorreu em 1995. Na prática, o Manchester só existia na mídia de Juiz de Fora. A imprensa esportiva mineira, principalmente a de Belo Horizonte, referia-se ao time como "Tupi Manchester" e considerava o uniforme verde e vermelho da equipe como sendo o número 3 do Tupi, com o escudo na manga. No primeiro jogo, um empate em 0 a 0 com o Cruzeiro, em pleno Mineirão, encheu de esperança os torcedores de Juiz de Fora. Mas a primeira vitória só viria a ocorrer na décima e penúltima rodada do primeiro turno, contra o fraco Rio Branco de Andradas, por 2 a 0. Nessa altura já se sabia que a luta seria para escapar do rebaixamento.
Mas não foi possível. Ao fim do Campeonato Mineiro, a Cooperativa Manchester foi fragorosamente rebaixada, com uma péssima campanha. Em 22 jogos, foram apenas 3 vitórias, 19 pontos ganhos e a vergonhosa última colocação. O vexame enterrou de vez o projeto e iniciou mais um período de muita dificuldade para o Tupi se levantar com a sua própria camisa. Na opinião dos torcedores de Juiz de Fora, uma página terrível, para ser apagada da história do futebol da cidade.

### Década de 2000
Após cair para o Módulo II do Campeonato Mineiro em 2004, o Tupi conseguiu subir novamente para a Primeira Divisão mineira em 2006. Gerido pela Organização Panorama de Comunicação (OP.COM) o clube conseguiu se firmar no decorrer do campeonato. Nesse ano, no campeonato do Módulo II, o Tupi terminou como vice-campeão, conseguindo o acesso à Primeira Divisão (Módulo I) em 2007 juntamente ao campeão, o Rio Branco de Andradas.
Em 2007, o Tupi obteve a quarta colocação do Campeonato Mineiro, conquistando o direito de participar da Série C do Campeonato Brasileiro. Recentemente, foi vice-campeão da Taça Minas Gerais, perdendo a final para o Ituiutaba.
Após o campeonato mineiro, a OP.COM deixou a gerência do clube.
Em 2008, O Tupi obteve a terceira colocação do Campeonato Mineiro e foi o "Campeão Mineiro do Interior". Na Série C o time foi eliminado na 1ª Fase com 39% de aproveitamento, terminando o campeonato na 45ª colocação dentre 63 equipes participantes.
Ainda em 2008, o Tupi venceu a Taça Minas Gerais contra o América, com uma vitória por 3 a 1, em plena Belo Horizonte, e uma derrota por 2 a 1, dentro de Juiz de Fora, sagrando-se o campeão da competição e garantindo vaga na Série D do Campeonato Brasileiro de 2009.

### Grandes nomes

#### Muller
O Tupi é um time bastante antigo e tradicional, mas, apesar disso, não tem muitos ídolos em sua história e nem muitos grandes jogadores que passaram pela equipe. Nesse segundo quesito, dois atletas se destacam no clube no fim de suas carreiras.
O primeiro é Muller. O atacante, que começou no Operário-MS de Mato Grosso do Sul em 1983, ganhou destaque no São Paulo. O atleta foi para o Tricolor paulista em 1984 e ficou por lá até 1987 no time que ficou conhecido como "Menudos do Morumbi". Depois o atleta se transferiu para o Torino, da Itália, time que defendeu até 1991.
Em 1991, Muller voltou para o São Paulo e fez parte do time que conquistou o Brasileiro daquele ano vencendo o Bragantino na final. Nos anos seguintes, o atacante também estava nas conquistas da Copa Libertadores da América e do Mundial de Clubes (Taça Intercontinental) pelo Tricolor paulista. Entre 1986 e 1998, Muller, defendeu a Seleção Brasileira.
Antes de defender o Tupi, em 2003, Muller ainda passou por Kashiwa Reysol, Palmeiras, São Paulo, Perugia, Santos, Cruzeiro, Corinthians e São Caetano. A boa passagem do atacante pelo Tupi ainda lhe rendeu um contrato com a Portuguesa, de São Paulo, onde ficou por um ano antes de encerrar a carreira no Ipatinga, em 2004.

#### Romário
O outro grande nome que "passou" pelo Tupi foi Romário. O Baixinho não chegou a disputar nenhum jogo oficial nos seis dias que passou treinando com o time por causa de uma lei da FIFA, que impede que um atleta realize três transferências internacionais no período de um ano.
Desta forma, o atacante, apesar de ter se apresentado ao clube, ficou impedido de atuar. No entanto, fez o time do Tupi ganhar notoriedade nacional e internacional com o fato.

### Década de 2010
Em 2011, pelo terceiro ano seguido disputando a Série D do Campeonato Brasileiro, o Tupi conseguiu o acesso à Série C de 2012 ao vencer a Anapolina em Juiz de Fora por 4 a 1 e empatar em Anápolis por 2 a 2. O time mineiro ainda conquistou o título inédito do Campeonato Brasileiro - Série D ao vencer na final o tradicional time do Santa Cruz nos dois jogos: 1 a 0 em casa e 2 a 0 no Estádio Arruda.
Em 2012, a equipe do Tupi começou mal no Campeonato Mineiro, mas após se recuperar, classificou-se em quarto lugar para a disputa da segunda fase da competição. No primeiro jogo da semifinal, contra o Atlético, o jogo terminou empatado em 1 a 1. No segundo jogo o Tupi perdeu por 1 a 0.

### 2013: o massagista
Em 2013, após ser vergonhosamente eliminado do Campeonato Mineiro, quando foi derrotado por um dos piores times daquela competição, o Araxá, de virada, por 3 a 2 (visto que ganhava por 2 a 0 até os 33 minutos do segundo tempo), e, assim, perder a vaga semifinal para a Tombense, com quem disputava o quarto lugar no certame, o Tupi se preparou para disputar a Série D do Campeonato Brasileiro, para a qual fora rebaixado após péssima campanha na Série C do ano anterior. O time passou sem dificuldades pelo seu Grupo A6, com sete vitórias e apenas uma derrota, sendo, inclusive, a melhor campanha da fase de grupos, e classificando-se para enfrentar a equipe da Aparecidense, segunda colocada do Grupo A5. No primeiro jogo, o time arrancou um empate em um gol na casa do adversário, o Estádio Annibal Batista de Toledo, em Aparecida de Goiânia. No jogo seguinte, mesmo jogando melhor, levou dois gols do adversário, mas também correu atrás do empate. Entretanto, o resultado era da Aparecidense.
O empate de 2 a 2 persistia até os 44 minutos do segundo tempo, quando o jogador Ademilson, do Tupi, chuta bola ao gol. A bola já ia entrar, até que o massagista Esquerdinha, da Aparecidense, invade o campo, e tira o gol do Tupi. No rebote, nova chance pro Tupi, mas novamente o massagista salva. O lance causou indignação em jogadores, comissão técnica e torcedores do Tupi, que, ato contínuo, correram atrás de Esquerdinha para linchá-lo. Ele conseguiu correr até o vestiário e se esconder. Após cerca de 20 minutos de paralisação, o jogo foi reiniciado. O jogo teve mais 5 minutos, mas o Tupi não teve forças para mudar o resultado de 2 a 2, classificando-se, por aquela hora, a Aparecidense. O resultado gerou revolta nos dirigentes do Tupi, que entraram com recurso para anulação da partida, e desclassificação da Aparecidense por conduta antidesportiva.
No dia 16 de setembro, por 4 votos a 1, o STJD desclassificou a Aparecidense do campeonato, que recorreu, mas por unanimidade a apelação foi rejeitada 10 dias depois, sacramentando assim a classificação do Tupi e a eliminação da Aparecidense. O massagista ainda foi multado em 500 reais e suspenso por 24 jogos.

### 2014: o primeiro jogo internacional
Em 2014, o Tupi realizou seu primeiro amistoso internacional da história, o jogo foi contra a equipe do Exeter City da Inglaterra. O confronto foi no estádio olímpico da UFJF e o placar do jogo foi Tupi 1 a 2 Exeter City, que deu aos ingleses a Taça UFJF.

### 2015: acesso a Série B
Apesar da decepção de perder o jogo do acesso em casa para o Paysandu em 2014, o Tupi começou a Série C de 2015 forte e sem se deixar abalar pelo ano anterior. O Galo Carijó dominou o Grupo B durante grande parte da temporada, caindo de produção apenas nas últimas três rodadas, onde já havia garantido a classificação para as quartas-de-final de forma antecipada, terminando a 1ª fase na terceira colocação do grupo, atrás apenas de Londrina e Portuguesa.
Nas quartas-de-final, o adversário foi o ASA de Arapiraca que havia se classificado em segundo lugar do Grupo A. No primeiro confronto, em Juiz de Fora, o Tupi praticamente garantiu a sua classificação com uma vitória por 2 a 0, deixando uma vantagem quase irreversível para o jogo final que aconteceria no dia 19 de outubro de 2015 na casa de seu adversário.
Em Arapiraca o time de Juiz de Fora coroou uma temporada espetacular com mais uma vitória, 2 a 1, com direito a golaço do contestado Kaio Wilker, e garantiu a classificação para a tão sonhada Série B do Campeonato Brasileiro.

### 2016: campanha na Série B
O time começou perdendo muitas partidas em sequência, deixando muito a desejar. As poucas boas partidas que o Tupi fez foram na vitória por 5 a 1 diante do Paysandu, e no empate em 2 a 2 contra o Vasco da Gama, as duas realizadas do Mário Helênio. Acabou sendo rebaixado para a série C, terminando a competição com 33 pontos e ficando na décima oitava colocação.

### 2017: boa campanha do Tupi na Série C
Após ser rebaixado em 2016, voltando novamente para a Série C, o Tupi começou o campeonato um pouco irregular. Mas com o passar das rodadas, o time comandado pelo técnico Ailton Ferraz, começou a mostrar uma boa qualidade de jogo, e foi se consolidando como um dos líderes de seu grupo. Um time sem estrelas mas com um bom jogo coletivo, foi a chave para chegar nas quartas-de-final da Série C contra o Fortaleza. O primeiro jogo no Castelão, o Fortaleza ganhou por 2 a 0. Na partida de volta, no Mário Helênio]], o time carijó apertou os cearenses em diversas vezes, teve gol perdido, um gol mal anulado, e duas bolas no travessão. O Tupi venceu por 1 a 0, com gol do zagueiro Fernando, mas não conseguiu reverter a vantagem do Fortaleza. No final do jogo, a torcida aplaudiu o técnico Ailton Ferraz e os jogadores, reconhecendo o esforço do time.

### 2024: Rebaixamento pra Segunda Divisão Mineira
Desde oito anos que disputava a Série B do Campeonato Brasileiro. O time começava bem com ótimo resultado com a vitória diante do Betim de 2 a 0. apesar disso o time já começou fazendo a campanha mal feita da temporada, terminando a primeira fase com 10 pontos em 10 jogos resultando o rebaixamento do time.

## Símbolos

### Escudo
Ao contrário da camisa, o escudo do Tupi passou por algumas alterações ao longo dos anos, sempre mantendo um padrão, com listras verticais em preto e branco e a faixa na diagonal com o nome do Tupi, ainda existe indícios que o 1º símbolo foram às letras TFC sobrepostas uma as outras.
Em 2011, foi adicionada a primeira estrela em referência ao título de Campeão Brasileiro – Série D. Abaixo, a evolução dos escudos, desde a fundação até os dias atuais:

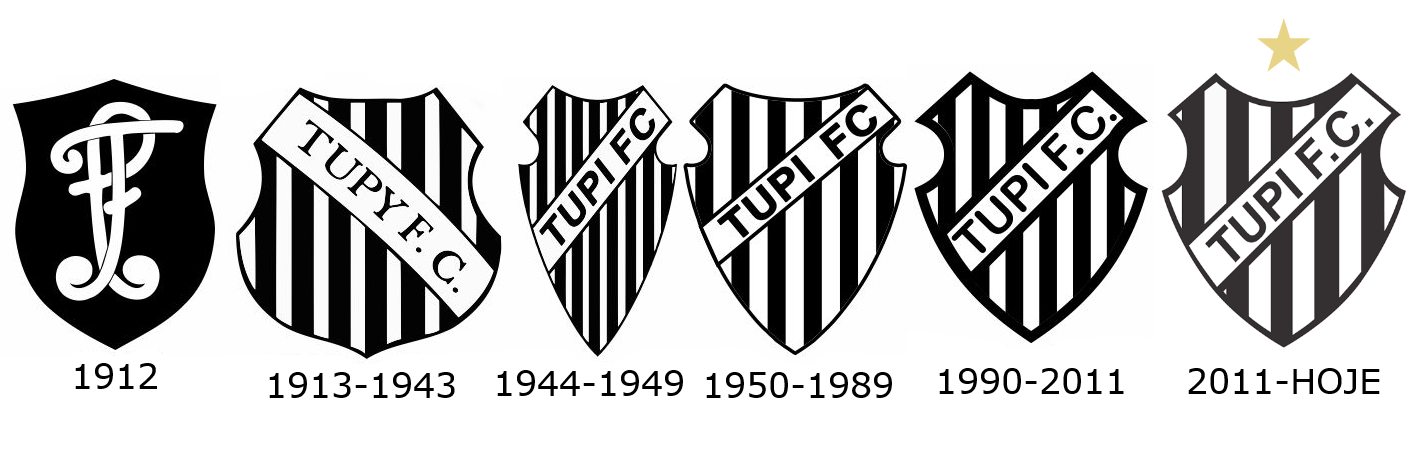
Evolução dos Escudos do Tupi

### Uniformes

#### Temporada atual
| 1º | 2º |

#### Temporadas anteriores
2021
| 1º | 2º |

2020
| 1º | 2º |

2019
| 1º | 2º |

2018
| 1º | 2º | 3º |

2017
| 1º | 2º | 3º |

2016
| 1º | 2º | 3º |

2015
| 1º | 2º |

2014
| 1º | 2º | 3º |

2013
| 1º | 2º |

2012
| 1º | 2º | 3º '300 Guerreiros de Ouro' |

2011
| 1º | 2º | 3º |

### Mascote
O mascote do Tupi Football Club é o galo carijó. A escolha do animal como um dos símbolos do clube ocorreu como forma de homenagear o principal fundador da equipe, Antonio Maria Junior, que tinha o apelido de Carijó.

## Títulos
| NACIONAIS         | NACIONAIS                                              | NACIONAIS | NACIONAIS |
|                   | Competição                                             | Títulos   | Temporadas |
| ----------------- | ------------------------------------------------------ | --------- | --- |
|                   | Campeonato Brasileiro - Série D                        | 1         | 2011 |
| ESTADUAIS         |                                                        |           | |
|                   | Competição                                             | Títulos   | Temporadas |
|                   | Taça Minas Gerais                                      | 1         | 2008 |
|                   | Campeonato Mineiro - Módulo II                         | 2         | 1983 e 2001 |
|                   | Campeonato Mineiro do Interior                         | 6         | 1985, 1987, 2003, 2008, 2012 e 2018 |
| MUNICIPAIS        |                                                        |           | |
|                   | Competição                                             | Títulos   | Temporadas |
|                   | Campeonato Citadino de Juiz de Fora                    | 24        | 1921, 1923, 1926, 1929, 1933, 1935, 1936, 1937, 1940, 1941, 1944, 1945, 1947, 1948, 1951, 1952, 1954, 1958, 1963, 1965, 1969, 1976, 1977 e 1978 |
|                   | Torneio Início da Liga de Juiz de Fora                 | 17        | 1922, 1924, 1926, 1928, 1933, 1936, 1946, 1947, 1948, 1952, 1953, 1954, 1955, 1957, 1963, 1964 e 1967                                           |
| OUTRAS CONQUISTAS |                                                        |           | |
|                   | Competição                                             | Títulos   | Temporadas |
|                   | Troféu Miguel Coutiero                                 | 1         | 2017 |
|                   | Taça dos 104 anos                                      | 1         | 2016 |
|                   | Torneio Quadrangular Juiz de Fora 140 anos             | 1         | 1990 |
|                   | Torneio de Integração Regional                         | 1         | 1975 |
|                   | Torneio de Quadrangular Intermunicipal de Juiz de Fora | 2         | 1952 e 1959 |

## Estatísticas

### Jogos contra equipes de Belo Horizonte
| Jogos contra equipes de Belo Horizonte | Jogos contra equipes de Belo Horizonte | Jogos contra equipes de Belo Horizonte | Jogos contra equipes de Belo Horizonte |
| Data                                   | Local                                  | Placar                                 | Competição                             |
| -------------------------------------- | -------------------------------------- | -------------------------------------- | -------------------------------------- |
| 15 de novembro de 1914                 | Juiz de Fora                           | Tupi 1 x 3 Atlético                    | Amistoso                               |
| 5 de abril de 1925                     | Belo Horizonte                         | América 2 x 1 Tupi                     | Amistoso                               |
| 31 de maio de 1925                     | Juiz de Fora                           | Tupi 2 x 0 América                     | Amistoso                               |
| 5 de julho de 1925                     | Belo Horizonte                         | América 2 x 0 Tupi                     | Amistoso                               |
| 20 de maio de 1928                     | Juiz de Fora                           | Tupi 1 x 1 Palestra Itália             | Amistoso                               |
| 14 de julho de 1928                    | Belo Horizonte                         | Palestra Itália 3 x 1 Tupi             | Amistoso                               |
| 23 de julho de 1933                    | Juiz de Fora                           | Tupi 5 x 2 Atlético                    | Campeonato Mineiro Módulo I            |
| 27 de agosto de 1933                   | Belo Horizonte                         | Palestra Itália 1 x 1 Tupi             | Campeonato Mineiro Módulo I            |
| 3 de setembro de 1933                  | Belo Horizonte                         | América 3 x 5 Tupi                     | Campeonato Mineiro Módulo I            |
| 24 de setembro de 1933                 | Juiz de Fora                           | Tupi 6 x 2 América                     | Campeonato Mineiro Módulo I            |
| 1 de outubro de 1933                   | Belo Horizonte                         | Atlético 3 x 1 Tupi                    | Campeonato Mineiro Módulo I            |
| 8 de outubro de 1933                   | Juiz de Fora                           | Tupi 4 x 3 Palestra Itália             | Campeonato Mineiro Módulo I            |
| 25 de setembro de 1938                 | Juiz de Fora                           | Tupi 0 x 2 Atlético                    | Amistoso                               |
| 7 de setembro de 1944                  | Juiz de Fora                           | Tupi 2 x 0 América                     | Amistoso                               |
| 21 de outubro de 1945                  | Juiz de Fora                           | Tupi 2 x 3 Cruzeiro                    | Amistoso                               |
| 11 de janeiro de 1948                  | Belo Horizonte                         | Atlético 7 x 2 Tupi                    | Amistoso                               |
| 23 de janeiro de 1948                  | Juiz de Fora                           | Tupi 2 x 1 Atlético                    | Amistoso                               |
| 17 de agosto de 1950                   | Juiz de Fora                           | Tupi 1 x 2 América                     | Amistoso                               |
| 3 de maio de 1951                      | Juiz de Fora                           | Tupi 2 x 2 Atlético                    | Torneio de Juiz de Fora                |
| 27 de maio de 1951                     | Juiz de Fora                           | Tupi 1 x 4 Atlético                    | Amistoso                               |
| 20 de julho de 1952                    | Juiz de Fora                           | Tupi 2 x 3 Cruzeiro                    | Torneio de Juiz de Fora                |
| 1 de junho de 1954                     | Juiz de Fora                           | Tupi 1 x 1 América                     | Amistoso                               |
| 30 de agosto de 1955                   | Juiz de Fora                           | Tupi 1 x 1 América                     | Amistoso                               |
| 13 de outubro de 1955                  | Belo Horizonte                         | Atlético 3 x 4 Tupi                    | Amistoso                               |
| 13 de maio de 1956                     | Juiz de Fora                           | Tupi 1 x 3 América                     | Torneio de Juiz de Fora                |
| 27 de maio de 1956                     | Juiz de Fora                           | Tupi 1 x 2 Cruzeiro                    | Amistoso                               |
| 17 de julho de 1956                    | Juiz de Fora                           | Tupi 2 x 0 Atlético                    | Amistoso                               |
| 30 de maio de 1957                     | Juiz de Fora                           | Tupi 2 x 3 América                     | Torneio de Juiz de Fora                |
| 15 de fevereiro de 1959                | Juiz de Fora                           | Tupi 0 x 1 Renascença                  | Amistoso                               |
| 2 de abril de 1960                     | Belo Horizonte                         | Atlético 1 x 0 Tupi                    | Amistoso                               |
| 2 de julho de 1960                     | Belo Horizonte                         | Cruzeiro 4 x 2 Tupi                    | Amistoso                               |
| 2 de março de 1961                     | Belo Horizonte                         | Atlético 3 x 2 Tupi                    | Copa Belo Horizonte-Juiz de Fora       |
| 15 de março de 1961                    | Juiz de Fora                           | Tupi 4 x 1 Cruzeiro                    | Copa Belo Horizonte-Juiz de Fora       |
| 28 de maio de 1964                     | Juiz de Fora                           | Tupi 0 x 1 Atlético                    | Amistoso                               |
| 6 de março de 1966                     | Juiz de Fora                           | Tupi 3 x 2 Cruzeiro                    | Amistoso                               |
| 16 de março de 1966                    | Belo Horizonte                         | Atlético 1 x 2 Tupi                    | Amistoso                               |
| 10 de abril de 1966                    | Belo Horizonte                         | América 1 x 2 Tupi                     | Amistoso                               |
| 17 de abril de 1966                    | Belo Horizonte                         | Cruzeiro 1 x 2 Tupi                    | Torneio de Belo Horizonte              |
| 24 de abril de 1966                    | Belo Horizonte                         | América 4 x 0 Tupi                     | Torneio de Belo Horizonte              |
| 4 de fevereiro de 1968                 | Juiz de Fora                           | Tupi 0 x 2 Cruzeiro                    | Amistoso                               |
| 22 de janeiro de 1969                  | Belo Horizonte                         | Cruzeiro 8 x 0 Tupi                    | Campeonato Mineiro Módulo I            |
| 9 de fevereiro de 1969                 | Juiz de Fora                           | Tupi 1 x 3 Atlético                    | Campeonato Mineiro Módulo I            |
| 2 de março de 1969                     | Belo Horizonte                         | América 2 x 1 Tupi                     | Campeonato Mineiro Módulo I            |
| 12 de abril de 1969                    | Belo Horizonte                         | Sete Setembro 1 x 1 Tupi               | Campeonato Mineiro Módulo I            |
| 14 de junho de 1969                    | Belo Horizonte                         | Atlético 2 x 0 Tupi                    | Campeonato Mineiro Módulo I            |
| 18 de junho de 1969                    | Juiz de Fora                           | Tupi 4 x 0 Sete Setembro               | Campeonato Mineiro Módulo I            |
| 22 de junho de 1969                    | Juiz de Fora                           | Tupi 0 x 1 Cruzeiro                    | Campeonato Mineiro Módulo I            |
| 26 de junho de 1969                    | Belo Horizonte                         | América 2 x 0 Tupi                     | Campeonato Mineiro Módulo I            |
| 14 de dezembro de 1969                 | Juiz de Fora                           | Tupi 0 x 0 Atlético                    | Amistoso                               |
| 28 de junho de 1970                    | Belo Horizonte                         | América 1 x 0 Tupi                     | Campeonato Mineiro Módulo I            |
| 22 de julho de 1970                    | Belo Horizonte                         | Cruzeiro 5 x 0 Tupi                    | Campeonato Mineiro Módulo I            |
| 29 de julho de 1970                    | Belo Horizonte                         | Atlético 3 x 0 Tupi                    | Campeonato Mineiro Módulo I            |
| 5 de agosto de 1970                    | Belo Horizonte                         | América 2 x 1 Tupi                     | Campeonato Mineiro Módulo I            |
| 30 de agosto de 1970                   | Juiz de Fora                           | Tupi 0 x 1 Cruzeiro                    | Campeonato Mineiro Módulo I            |
| 17 de setembro de 1970                 | Belo Horizonte                         | Atlético 3 x 1 Tupi                    | Campeonato Mineiro Módulo I            |
| 1 de novembro de 1970                  | Juiz de Fora                           | Tupi 2 x 1 Atlético                    | Torneio da Inconfidência               |
| 28 de novembro de 1970                 | Belo Horizonte                         | Atlético 1 x 1 Tupi                    | Torneio da Inconfidência               |
| 14 de março de 1971                    | Juiz de Fora                           | Tupi 0 x 1 América                     | Campeonato Mineiro Módulo I            |
| 21 de março de 1971                    | Belo Horizonte                         | Atlético 2 x 1 Tupi                    | Campeonato Mineiro Módulo I            |
| 25 de abril de 1971                    | Belo Horizonte                         | Cruzeiro 2 x 2 Tupi                    | Campeonato Mineiro Módulo I            |
| 9 de maio de 1971                      | Belo Horizonte                         | América 2 x 2 Tupi                     | Campeonato Mineiro Módulo I            |
| 13 de maio de 1971                     | Belo Horizonte                         | Atlético 1 x 1 Tupi                    | Campeonato Mineiro Módulo I            |
| 20 de junho de 1971                    | Belo Horizonte                         | Cruzeiro 4 x 0 Tupi                    | Campeonato Mineiro Módulo I            |
| 16 de janeiro de 1972                  | Belo Horizonte                         | América 1 x 1 Tupi                     | Copa Belo Horizonte                    |
| 23 de janeiro de 1972                  | Belo Horizonte                         | Atlético 2 x 0 Tupi                    | Copa Belo Horizonte                    |
| 27 de janeiro de 1972                  | Belo Horizonte                         | Cruzeiro 2 x 0 Tupi                    | Copa Belo Horizonte                    |
| 9 de fevereiro de 1972                 | Belo Horizonte                         | América 0 x 4 Tupi                     | Copa Belo Horizonte                    |
| 20 de fevereiro de 1972                | Belo Horizonte                         | Atlético 1 x 0 Tupi                    | Copa Belo Horizonte                    |
| 23 de fevereiro de 1972                | Belo Horizonte                         | Cruzeiro 2 x 2 Tupi                    | Copa Belo Horizonte                    |
| 2 de abril de 1972                     | Belo Horizonte                         | Cruzeiro 5 x 0 Tupi                    | Campeonato Mineiro Módulo I            |
| 1 de maio de 1972                      | Juiz de Fora                           | Tupi 0 x 0 Cruzeiro                    | Campeonato Mineiro Módulo I            |
| 6 de março de 1976                     | Juiz de Fora                           | Tupi 2 x 1 Sete Setembro               | Taça Minas Gerais                      |
| 14 de março de 1976                    | Juiz de Fora                           | Tupi 0 x 3 Atlético                    | Taça Minas Gerais                      |
| 21 de março de 1976                    | Juiz de Fora                           | Tupi 0 x 2 América                     | Taça Minas Gerais                      |
| 18 de maio de 1976                     | Juiz de Fora                           | Tupi 2 x 0 Sete Setembro               | Campeonato Mineiro Módulo I            |
| 20 de junho de 1976                    | Belo Horizonte                         | Sete Setembro 3 x 2 Tupi               | Campeonato Mineiro Módulo I            |
| 28 de setembro de 1980                 | Juiz de Fora                           | Tupi 0 x 0 América                     | Campeonato Mineiro Módulo I            |
| 10 de junho de 1981                    | Juiz de Fora                           | Tupi 1 x 1 Atlético                    | Campeonato Mineiro Módulo I            |
| 19 de julho de 1981                    | Juiz de Fora                           | Tupi 1 x 1 América                     | Campeonato Mineiro Módulo I            |
| 26 de julho de 1981                    | Belo Horizonte                         | Cruzeiro 4 x 1 Tupi                    | Campeonato Mineiro Módulo I            |
| 24 de setembro de 1981                 | Belo Horizonte                         | Atlético 2 x 0 Tupi                    | Campeonato Mineiro Módulo I            |
| 10 de outubro de 1981                  | Belo Horizonte                         | América 0 x 0 Tupi                     | Campeonato Mineiro Módulo I            |
| 18 de outubro de 1981                  | Juiz de Fora                           | Tupi 0 x 1 Cruzeiro                    | Campeonato Mineiro Módulo I            |
| 21 de abril de 1982                    | Juiz de Fora                           | Tupi 0 x 1 América                     | Amistoso                               |
| 15 de julho de 1982                    | Belo Horizonte                         | Atlético 1 x 0 Tupi                    | Campeonato Mineiro Módulo I            |
| 28 de julho de 1982                    | Juiz de Fora                           | Tupi 1 x 2 Cruzeiro                    | Campeonato Mineiro Módulo I            |
| 18 de agosto de 1982                   | Juiz de Fora                           | Tupi 0 x 1 América                     | Campeonato Mineiro Módulo I            |
| 16 de setembro de 1982                 | Belo Horizonte                         | Cruzeiro 4 x 0 Tupi                    | Campeonato Mineiro Módulo I            |
| 19 de setembro de 1982                 | Juiz de Fora                           | Tupi 0 x 2 Atlético                    | Campeonato Mineiro Módulo I            |
| 16 de outubro de 1982                  | Belo Horizonte                         | América 3 x 0 Tupi                     | Campeonato Mineiro Módulo I            |
| 7 de agosto de 1983                    | Belo Horizonte                         | Sete Setembro 0 x 2 Tupi               | Campeonato Mineiro Módulo II           |
| 28 de agosto de 1983                   | Juiz de Fora                           | Tupi 4 x 0 Sete Setembro               | Campeonato Mineiro Módulo II           |
| 8 de julho de 1984                     | Belo Horizonte                         | América 3 x 1 Tupi                     | Campeonato Mineiro Módulo I            |
| 22 de julho de 1984                    | Juiz de Fora                           | Tupi 2 x 1 Atlético                    | Campeonato Mineiro Módulo I            |
| 2 de setembro de 1984                  | Juiz de Fora                           | Tupi 0 x 3 Cruzeiro                    | Campeonato Mineiro Módulo I            |
| 11 de outubro de 1984                  | Belo Horizonte                         | Cruzeiro 3 x 0 Tupi                    | Campeonato Mineiro Módulo I            |
| 3 de novembro de 1984                  | Belo Horizonte                         | Atlético 1 x 0 Tupi                    | Campeonato Mineiro Módulo I            |
| 7 de novembro de 1984                  | Juiz de Fora                           | Tupi 0 x 0 América                     | Campeonato Mineiro Módulo I            |
| 2 de junho de 1985                     | Juiz de Fora                           | Tupi 0 x 0 Cruzeiro                    | Amistoso                               |
| 29 de junho de 1985                    | Juiz de Fora                           | Tupi 1 x 1 Cruzeiro                    | Campeonato Mineiro Módulo I            |
| 28 de agosto de 1985                   | Belo Horizonte                         | Atlético 1 x 0 Tupi                    | Campeonato Mineiro Módulo I            |
| 1 de setembro de 1985                  | Juiz de Fora                           | Tupi 0 x 0 América                     | Campeonato Mineiro Módulo I            |
| 8 de setembro de 1985                  | Belo Horizonte                         | Atlético 3 x 0 Tupi                    | Campeonato Mineiro Módulo I            |
| 11 de setembro de 1985                 | Juiz de Fora                           | Tupi 0 x 0 Cruzeiro                    | Campeonato Mineiro Módulo I            |
| 15 de setembro de 1985                 | Juiz de Fora                           | Tupi 1 x 0 América                     | Campeonato Mineiro Módulo I            |
| 18 de setembro de 1985                 | Juiz de Fora                           | Tupi 1 x 0 Atlético                    | Campeonato Mineiro Módulo I            |
| 22 de setembro de 1985                 | Belo Horizonte                         | Cruzeiro 2 x 1 Tupi                    | Campeonato Mineiro Módulo I            |
| 25 de setembro de 1985                 | Belo Horizonte                         | América 2 x 0 Tupi                     | Campeonato Mineiro Módulo I            |
| 23 de outubro de 1985                  | Belo Horizonte                         | Cruzeiro 4 x 1 Tupi                    | Campeonato Mineiro Módulo I            |
| 30 de outubro de 1985                  | Juiz de Fora                           | Tupi 1 x 0 Atlético                    | Campeonato Mineiro Módulo I            |
| 3 de novembro de 1985                  | Belo Horizonte                         | América 0 x 0 Tupi                     | Campeonato Mineiro Módulo I            |
| 13 de fevereiro de 1986                | Belo Horizonte                         | América 1 x 0 Tupi                     | Campeonato Mineiro Módulo I            |
| 18 de fevereiro de 1986                | Belo Horizonte                         | Cruzeiro 4 x 3 Tupi                    | Campeonato Mineiro Módulo I            |
| 16 de março de 1986                    | Juiz de Fora                           | Tupi 2 x 2 Atlético                    | Campeonato Mineiro Módulo I            |
| 10 de abril de 1986                    | Juiz de Fora                           | Tupi 1 x 2 América                     | Campeonato Mineiro Módulo I            |
| 23 de abril de 1986                    | Belo Horizonte                         | Atlético 5 x 0 Tupi                    | Campeonato Mineiro Módulo I            |
| 1 de maio de 1986                      | Juiz de Fora                           | Tupi 0 x 0 Cruzeiro                    | Campeonato Mineiro Módulo I            |
| 7 de março de 1987                     | Belo Horizonte                         | Cruzeiro 4 x 0 Tupi                    | Campeonato Mineiro Módulo I            |
| 22 de março de 1987                    | Juiz de Fora                           | Tupi 1 x 1 Atlético                    | Campeonato Mineiro Módulo I            |
| 3 de maio de 1987                      | Belo Horizonte                         | América 0 x 0 Tupi                     | Campeonato Mineiro Módulo I            |
| 31 de maio de 1987                     | Juiz de Fora                           | Tupi 0 x 2 América                     | Campeonato Mineiro Módulo I            |
| 24 de junho de 1987                    | Belo Horizonte                         | Atlético 1 x 0 Tupi                    | Campeonato Mineiro Módulo I            |
| 12 de julho de 1987                    | Juiz de Fora                           | Tupi 2 x 1 Cruzeiro                    | Campeonato Mineiro Módulo I            |
| 26 de julho de 1987                    | Belo Horizonte                         | Cruzeiro 0 x 0 Tupi                    | Campeonato Mineiro Módulo I            |
| 4 de outubro de 1987                   | Juiz de Fora                           | Tupi 0 x 0 América                     | Amistoso                               |
| 18 de outubro de 1987                  | Belo Horizonte                         | América 2 x 1 Tupi                     | Campeonato Brasileiro Série C          |
| 8 de novembro de 1987                  | Juiz de Fora                           | Tupi 1 x 0 América                     | Campeonato Brasileiro Série C          |
| 13 de fevereiro de 1988                | Belo Horizonte                         | Atlético 3 x 0 Tupi                    | Campeonato Mineiro Módulo I            |
| 28 de fevereiro de 1988                | Juiz de Fora                           | Tupi 1 x 1 Cruzeiro                    | Campeonato Mineiro Módulo I            |
| 13 de março de 1988                    | Belo Horizonte                         | América 1 x 2 Tupi                     | Campeonato Mineiro Módulo I            |
| 1 de maio de 1988                      | Juiz de Fora                           | Tupi 0 x 0 Atlético                    | Campeonato Mineiro Módulo I            |
| 13 de maio de 1988                     | Juiz de Fora                           | Tupi 0 x 1 América                     | Campeonato Mineiro Módulo I            |
| 22 de maio de 1988                     | Belo Horizonte                         | Cruzeiro 3 x 1 Tupi                    | Campeonato Mineiro Módulo I            |
| 12 de março de 1989                    | Juiz de Fora                           | Tupi 1 x 0 Atlético                    | Campeonato Mineiro Módulo I            |
| 22 de março de 1989                    | Belo Horizonte                         | América 0 x 0 Tupi                     | Campeonato Mineiro Módulo I            |
| 16 de abril de 1989                    | Juiz de Fora                           | Tupi 0 x 0 Cruzeiro                    | Campeonato Mineiro Módulo I            |
| 28 de maio de 1989                     | Juiz de Fora                           | Tupi 2 x 2 Atlético                    | Campeonato Mineiro Módulo I            |
| 31 de maio de 1989                     | Juiz de Fora                           | Tupi 0 x 3 Cruzeiro                    | Campeonato Mineiro Módulo I            |
| 28 de junho de 1989                    | Belo Horizonte                         | Atlético 1 x 0 Tupi                    | Campeonato Mineiro Módulo I            |
| 2 de julho de 1989                     | Belo Horizonte                         | Cruzeiro 4 x 0 Tupi                    | Campeonato Mineiro Módulo I            |
| 5 de julho de 1989                     | Belo Horizonte                         | América 2 x 0 Tupi                     | Campeonato Mineiro Módulo I            |
| 6 de agosto de 1989                    | Juiz de Fora                           | Tupi 1 x 1 América                     | Campeonato Mineiro Módulo I            |
| 27 de janeiro de 1990                  | Belo Horizonte                         | Cruzeiro 3 x 0 Tupi                    | Campeonato Mineiro Módulo I            |
| 18 de março de 1990                    | Belo Horizonte                         | Atlético 2 x 0 Tupi                    | Campeonato Mineiro Módulo I            |
| 28 de março de 1990                    | Juiz de Fora                           | Tupi 1 x 2 América                     | Campeonato Mineiro Módulo I            |
| 15 de abril de 1990                    | Juiz de Fora                           | Tupi 1 x 0 Atlético                    | Campeonato Mineiro Módulo I            |
| 12 de maio de 1990                     | Juiz de Fora                           | Tupi 0 x 1 Cruzeiro                    | Campeonato Mineiro Módulo I            |
| 16 de maio de 1990                     | Belo Horizonte                         | América 2 x 0 Tupi                     | Campeonato Mineiro Módulo I            |
| 25 de agosto de 1991                   | Juiz de Fora                           | Tupi 1 x 1 América                     | Campeonato Mineiro Módulo I            |
| 6 de outubro de 1991                   | Belo Horizonte                         | América 0 x 1 Tupi                     | Campeonato Mineiro Módulo I            |
| 16 de agosto de 1992                   | Belo Horizonte                         | Atlético 2 x 0 Tupi                    | Campeonato Mineiro Módulo I            |
| 22 de outubro de 1992                  | Juiz de Fora                           | Tupi 0 x 1 Atlético                    | Campeonato Mineiro Módulo I            |
| 5 de fevereiro de 1995                 | Belo Horizonte                         | Cruzeiro 0 x 0 Tupi                    | Campeonato Mineiro Módulo I            |
| 19 de março de 1995                    | Juiz de Fora                           | Tupi 0 x 1 Atlético                    | Campeonato Mineiro Módulo I            |
| 2 de abril de 1995                     | Juiz de Fora                           | Tupi 2 x 2 América                     | Campeonato Mineiro Módulo I            |
| 8 de abril de 1995                     | Juiz de Fora                           | Tupi 0 x 2 Cruzeiro                    | Campeonato Mineiro Módulo I            |
| 13 de maio de 1995                     | Belo Horizonte                         | Atlético 2 x 1 Tupi                    | Campeonato Mineiro Módulo I            |
| 4 de junho de 1995                     | Belo Horizonte                         | América 3 x 2 Tupi                     | Campeonato Mineiro Módulo I            |
| 20 de abril de 1997                    | Belo Horizonte                         | Venda Nova 0 x 1 Tupi                  | Campeonato Mineiro Módulo II           |
| 18 de maio de 1997                     | Juiz de Fora                           | Tupi 3 x 0 Venda Nova                  | Campeonato Mineiro Módulo II           |
| 18 de fevereiro de 1998                | Juiz de Fora                           | Tupi 3 x 2 Sete Setembro               | Campeonato Mineiro Módulo II           |
| 1 de março de 1998                     | Belo Horizonte                         | Venda Nova 0 x 1 Tupi                  | Campeonato Mineiro Módulo II           |
| 1 de abril de 1998                     | Belo Horizonte                         | Sete Setembro 1 x 1 Tupi               | Campeonato Mineiro Módulo II           |
| 5 de abril de 1998                     | Juiz de Fora                           | Tupi 5 x 0 Venda Nova                  | Campeonato Mineiro Módulo II           |
| 3 de maio de 1998                      | Juiz de Fora                           | Tupi 2 x 0 Sete Setembro               | Campeonato Mineiro Módulo II           |
| 31 de maio de 1998                     | Belo Horizonte                         | Sete Setembro 0 x 2 Tupi               | Campeonato Mineiro Módulo II           |
| 9 de fevereiro de 2003                 | Juiz de Fora                           | Tupi 1 x 1 Atlético                    | Campeonato Mineiro Módulo I            |
| 12 de fevereiro de 2003                | Belo Horizonte                         | América 0 x 2 Tupi                     | Campeonato Mineiro Módulo I            |
| 2 de março de 2003                     | Belo Horizonte                         | Cruzeiro 4 x 0 Tupi                    | Campeonato Mineiro Módulo I            |
| 7 de março de 2004                     | Belo Horizonte                         | Atlético 2 x 1 Tupi                    | Campeonato Mineiro Módulo I            |
| 21 de março de 2004                    | Juiz de Fora                           | Tupi 1 x 2 Cruzeiro                    | Campeonato Mineiro Módulo I            |
| 28 de março de 2004                    | Juiz de Fora                           | Tupi 1 x 2 América                     | Campeonato Mineiro Módulo I            |
| 10 de setembro de 2006                 | Juiz de Fora                           | Tupi 1 x 2 América                     | Taça Minas Gerais                      |
| 28 de outubro de 2006                  | Belo Horizonte                         | América 1 x 0 Tupi                     | Taça Minas Gerais                      |
| 28 de janeiro de 2007                  | Juiz de Fora                           | Tupi 2 x 0 Atlético                    | Campeonato Mineiro Módulo I            |
| 10 de março de 2007                    | Belo Horizonte                         | América 0 x 2 Tupi                     | Campeonato Mineiro Módulo I            |
| 17 de março de 2007                    | Belo Horizonte                         | Cruzeiro 6 x 2 Tupi                    | Campeonato Mineiro Módulo I            |
| 14 de abril de 2007                    | Juiz de Fora                           | Tupi 0 x 0 Cruzeiro                    | Campeonato Mineiro Módulo I            |
| 22 de abril de 2007                    | Belo Horizonte                         | Cruzeiro 4 x 0 Tupi                    | Campeonato Mineiro Módulo I            |
| 26 de agosto de 2007                   | Juiz de Fora                           | Tupi 1 x 1 América                     | Taça Minas Gerais                      |
| 30 de setembro de 2007                 | Belo Horizonte                         | América 2 x 0 Tupi                     | Taça Minas Gerais                      |
| 21 de outubro de 2007                  | Juiz de Fora                           | Tupi 3 x 1 América                     | Taça Minas Gerais                      |
| 28 de outubro de 2007                  | Belo Horizonte                         | América 3 x 2 Tupi                     | Taça Minas Gerais                      |
| 23 de março de 2008                    | Belo Horizonte                         | Atlético 3 x 0 Tupi                    | Campeonato Mineiro Módulo I            |
| 6 de abril de 2008                     | Juiz de Fora                           | Tupi 1 x 2 Cruzeiro                    | Campeonato Mineiro Módulo I            |
| 13 de abril de 2008                    | Belo Horizonte                         | Atlético 3 x 2 Tupi                    | Campeonato Mineiro Módulo I            |
| 19 de abril de 2008                    | Juiz de Fora                           | Tupi 0 x 1 Atlético                    | Campeonato Mineiro Módulo I            |
| 7 de setembro de 2008                  | Belo Horizonte                         | América 1 x 4 Tupi                     | Taça Minas Gerais                      |
| 12 de outubro de 2008                  | Juiz de Fora                           | Tupi 1 x 2 América                     | Taça Minas Gerais                      |
| 15 de novembro de 2008                 | Belo Horizonte                         | América 1 x 3 Tupi                     | Taça Minas Gerais                      |
| 22 de novembro de 2008                 | Juiz de Fora                           | Tupi 1 x 2 América                     | Taça Minas Gerais                      |
| 31 de janeiro de 2009                  | Juiz de Fora                           | Tupi 2 x 2 Atlético                    | Campeonato Mineiro Módulo I            |
| 11 de fevereiro de 2009                | Juiz de Fora                           | Tupi 1 x 1 América                     | Campeonato Mineiro Módulo I            |
| 8 de março de 2009                     | Belo Horizonte                         | Cruzeiro 0 x 0 Tupi                    | Campeonato Mineiro Módulo I            |
| 28 de março de 2009                    | Belo Horizonte                         | Cruzeiro 1 x 0 Tupi                    | Campeonato Mineiro Módulo I            |
| 5 de abril de 2009                     | Juiz de Fora                           | Tupi 2 x 7 Cruzeiro                    | Campeonato Mineiro Módulo I            |
| 5 de setembro de 2009                  | Juiz de Fora                           | Tupi 0 x 0 América                     | Taça Minas Gerais                      |
| 30 de setembro de 2009                 | Belo Horizonte                         | América 1 x 2 Tupi                     | Taça Minas Gerais                      |
| 31 de janeiro de 2010                  | Belo Horizonte                         | Atlético 3 x 2 Tupi                    | Campeonato Mineiro Módulo I            |
| 12 de fevereiro de 2010                | Belo Horizonte                         | América 0 x 1 Tupi                     | Campeonato Mineiro Módulo I            |
| 7 de março de 2010                     | Juiz de Fora                           | Tupi 3 x 2 Cruzeiro                    | Campeonato Mineiro Módulo I            |
| 9 de julho de 2010                     | Sete Lagoas                            | Cruzeiro 3 x 0 Tupi                    | Amistoso                               |
| 6 de fevereiro de 2011                 | Sete Lagoas                            | Atlético 4 x 1 Tupi                    | Campeonato Mineiro Módulo I            |
| 9 de março de 2011                     | Juiz de Fora                           | Tupi 0 x 0 Cruzeiro                    | Campeonato Mineiro Módulo I            |
| 2 de abril de 2011                     | Juiz de Fora                           | Tupi 0 x 1 América                     | Campeonato Mineiro Módulo I            |
| 12 de fevereiro de 2012                | Sete Lagoas                            | Cruzeiro 3 x 0 Tupi                    | Campeonato Mineiro Módulo I            |
| 28 de março de 2012                    | Sete Lagoas                            | América 1 x 2 Tupi                     | Campeonato Mineiro Módulo I            |
| 15 de abril de 2012                    | Juiz de Fora                           | Tupi 0 x 0 Atlético                    | Campeonato Mineiro Módulo I            |
| 22 de abril de 2012                    | Juiz de Fora                           | Tupi 1 x 1 Atlético                    | Campeonato Mineiro Módulo I            |
| 29 de abril de 2012                    | Sete Lagoas                            | Atlético 1 x 0 Tupi                    | Campeonato Mineiro Módulo I            |
| 3 de março de 2013                     | Juiz de Fora                           | Tupi 1 x 1 América                     | Campeonato Mineiro Módulo I            |
| 31 de março de 2013                    | Belo Horizonte                         | Atlético 4 x 1 Tupi                    | Campeonato Mineiro Módulo I            |
| 21 de abril de 2013                    | Juiz de Fora                           | Tupi 0 x 2 Cruzeiro                    | Campeonato Mineiro Módulo I            |
| 26 de janeiro de 2014                  | Belo Horizonte                         | América 1 x 1 Tupi                     | Campeonato Mineiro Módulo I            |
| 8 de fevereiro de 2014                 | Juiz de Fora                           | Tupi 2 x 0 Atlético                    | Campeonato Mineiro Módulo I            |
| 8 de março de 2014                     | Belo Horizonte                         | Cruzeiro 2 x 1 Tupi                    | Campeonato Mineiro Módulo I            |
| 1 de fevereiro de 2015                 | Belo Horizonte                         | Atlético 2 x 0 Tupi                    | Campeonato Mineiro Módulo I            |
| 14 de fevereiro de 2015                | Juiz de Fora                           | Tupi 1 x 2 América                     | Campeonato Mineiro Módulo I            |
| 28 de fevereiro de 2015                | Juiz de Fora                           | Tupi 0 x 3 Cruzeiro                    | Campeonato Mineiro Módulo I            |
| 31 de janeiro de 2016                  | Belo Horizonte                         | América 3 x 0 Tupi                     | Campeonato Mineiro Módulo I            |
| 13 de fevereiro de 2016                | Belo Horizonte                         | Cruzeiro 1 x 0 Tupi                    | Campeonato Mineiro Módulo I            |
| 20 de março de 2016                    | Juiz de Fora                           | Tupi 0 x 3 Atlético                    | Campeonato Mineiro Módulo I            |
| 11 de fevereiro de 2017                | Juiz de Fora                           | Tupi 0 x 4 Cruzeiro                    | Campeonato Mineiro Módulo I            |
| 13 de março de 2017                    | Belo Horizonte                         | Atlético 4 x 0 Tupi                    | Campeonato Mineiro Módulo I            |
| 2 de abril de 2017                     | Juiz de Fora                           | Tupi 1 x 1 América                     | Campeonato Mineiro Módulo I            |
| 17 de janeiro de 2018                  | Belo Horizonte                         | Cruzeiro 2 x 0 Tupi                    | Campeonato Mineiro Módulo I            |
| 24 de janeiro de 2018                  | Belo Horizonte                         | América 2 x 0 Tupi                     | Campeonato Mineiro Módulo I            |
| 25 de fevereiro de 2018                | Juiz de Fora                           | Tupi 1 x 1 Atlético                    | Campeonato Mineiro Módulo I            |
| 21 de março de 2018                    | Juiz de Fora                           | Tupi 0 x 1 Cruzeiro                    | Campeonato Mineiro Módulo I            |
| 25 de março de 2018                    | Belo Horizonte                         | Cruzeiro 2 x 1 Tupi                    | Campeonato Mineiro Módulo I            |

### Retrospecto geral dos confrontos
- Total de jogos: 229
- Total de jogos em Juiz de Fora: 115
- Total de jogos em Belo Horizonte: 110
- Total de jogos em Sete Lagoas: 5
- Gols a favor do Tupi: 225
- Gols contra o Tupi: 392
- Vitórias do Tupi: 49
- Derrotas do Tupi: 126
- Empates: 54
- Vitórias do Tupi em casa: 30
- Derrotas do Tupi em casa: 48
- Empates em casa: 37
- Vitórias do Tupi fora de casa: 19
- Derrotas do Tupi fora de casa: 79
- Empates fora de casa: 17
- Maior goleada aplicada pelo Tupi: Tupi 6 x 2 América
- Maior goleada sofrida pelo Tupi: Cruzeiro 8 x 0 Tupi

### Maiores goleadas do Tupi no Campeonato Mineiro
| Maiores goleadas do Tupi no Campeonato Mineiro | Maiores goleadas do Tupi no Campeonato Mineiro | Maiores goleadas do Tupi no Campeonato Mineiro |
| Data                                           | Local                                          | Placar                                         |
| ---------------------------------------------- | ---------------------------------------------- | ---------------------------------------------- |
| 11 de março de 2018                            | Juiz de Fora                                   | Tupi 7 x 1 Democrata-GV                        |
| 24 de setembro de 1933                         | Juiz de Fora                                   | Tupi 6 x 2 América                             |
| 6 de fevereiro de 2010                         | Juiz de Fora                                   | Tupi 5 x 1 Caldense                            |
| 6 de março de 2003                             | Juiz de Fora                                   | Tupi 5 x 1 Nacional                            |
| 31 de março de 2002                            | Juiz de Fora                                   | Tupi 4 x 0 URT                                 |
| 7 de outubro de 1992                           | Juiz de Fora                                   | Tupi 4 x 0 Juventus                            |
| 30 de maio de 1990                             | Juiz de Fora                                   | Tupi 4 x 0 Uberaba                             |
| 21 de fevereiro de 1988                        | Juiz de Fora                                   | Tupi 4 x 0 Minas EC                            |
| 10 de maio de 1988                             | Juiz de Fora                                   | Tupi 4 x 0 Uberaba                             |
| 11 de junho de 1969                            | Sete Lagoas                                    | Democrata-SL 0 x 4 Tupi                        |
| 18 de junho de 1969                            | Juiz de Fora                                   | Tupi 4 x 0 Sete de Setembro                    |
| 23 de julho de 1933                            | Juiz de Fora                                   | Tupi 5 x 2 Atlético-MG                         |

### Participações
|  | Participações em 2024 |

| Competição   | Competição          | Temporadas | Melhor campanha       | Estreia | Última | P | R |
| Minas Gerais | Campeonato Mineiro  | 36         | Vice-campeão (1933)   | 1933    | 2019   |   | 4 |
| Minas Gerais | Taça Minas          | 10         | Campeão (2008)        | 1976    | 2008   |   |   |
| Minas Gerais | Mineiro - Módulo II | 13         | Campeão (1983 e 2001) | 1983    | 2024   | 4 | 1 |
| Brasil       | Série B             | 3          | 18º colocado (2016)   | 1987    | 2016   | – | 1 |
| Brasil       | Série C             | 16         | 3º colocado (2015)    | 1988    | 2018   | 1 | 2 |
| Brasil       | Série D             | 5          | Campeão (2011)        | 2009    | 2019   | 2 |   |
| Brasil       | Copa do Brasil      | 6          | 3ª fase (2015)        | 2004    | 2019   |   |   |